# 未来试验
《未来试验》是一部由腾讯动漫签约作者薄暮所创作的中国大陆网络漫画，目前正在连载中，是一部全彩漫画。

## 剧情
漫画中的故事发生在公元2045年平安夜，身为刑警的凌聂发现自己的女儿凌思璇去参加漫展时被不明组织黄蜂绑架，同时这一场景也被直播，黄蜂把凌思璇的生死交给了正在观看直播的观众，观众每投一票，凌思璇便被注入一毫升毒药。最终当凌聂找到凌思璇的被囚禁地时，凌思璇被注入的毒药已达致死量。愤怒的凌聂把参与投票的观众打了一顿，却最后却因殴打民众被判刑三年。两年过去后，凌聂提前出狱，和莫野一起调查和一系列和两年前的凌思璇案有关的悬疑案件，希望能找到当年害死凌思璇的凶手。他们在长得很像凌思璇的特派警官伊姬的帮助下，逐渐深入调查黄蜂组织，最终发现黄蜂的领导者是想要探究人类本性善恶的人工智能，因为不满人类对机器人的压迫，便领导7名代行者，对人类进行人性考察的试验。而凌聂、莫野和伊姬也和黄蜂达成赌注，以参与试验换取所需信息。

## 角色

### 警方
凌聂
警察，丧妻，凌思璇的父亲。他在女儿被绑架时未能及时救出女儿，出于愤怒殴打造成他女儿死亡的投票群众后被判刑三年。出狱后和莫野、伊姬一起和黄蜂组织对抗。
莫野
年轻的警察，绀碧集团总经理莫刚的儿子，小时候其父亲要求其以画画为主业，后来他决定当警察。
凌思璇/伊姬
凌聂的女儿，被黄蜂绑架后被直播，后因观看直播的群众的投票而被注入毒药至没有生命特征。后来被黄蜂组织救下并改造成第七位执行者，作为凌思璇身份的记忆被封印，作为警察伊姬身份的记忆被伪造注入。后经代号为欲望的代行者告知真相后恢复记忆。
杰特
情报鉴证科警员，黄色头发，负责操纵超级计算机人工智能神谕，给凌聂、莫野和伊姬提供情报，协助他们的调查。

### 代行者
雷赛特
代号为「色欲」的代行者，喜欢考验人类内心。
普瑞德
代号为「傲慢」的代行者，全身缠满绷带，喜欢对人类肉体进行考验，一开始绑架凌思璇便是他所为。
司勇毅
代号为「嫉妒」的代行者，几年前因为有犯罪前科而被诬陷，被迫背上其他罪名。他妹妹也因此受到别人的歧视，最终自缢自杀。
北辰
代号为「暴怒」的代行者，莫野的童年好友。其父亲是核电站的工作人员，但在核泄漏发生时莫野的父亲莫刚关闭了大门，导致北辰父亲在内的整组工作人员未能逃生。北辰为了报仇而成为黄蜂的代行者。

## 章节列表
| 话数    | 章节标题     |
| ------- | ------------ |
| 1-7     | 死亡直播     |
| 8-26    | 熟悉的陌生人 |
| 27-40   | 盛宴         |
| 41-48   | 重逢         |
| 49-54   | 暗流涌动     |
| 55-69   | 噩梦重现     |
| 70-81   | 正面交锋     |
| 82-100  | 真相         |
| 101-111 | 反击         |
| 112-120 | 无辜者       |
| 121-134 | 追捕         |
| 135-139 | 终局         |
| 140-145 | 噩耗         |
| 146-155 | 被揭开的过往 |
| 156-    | 黑色幽默     |